# Mitchell Motor Car Company

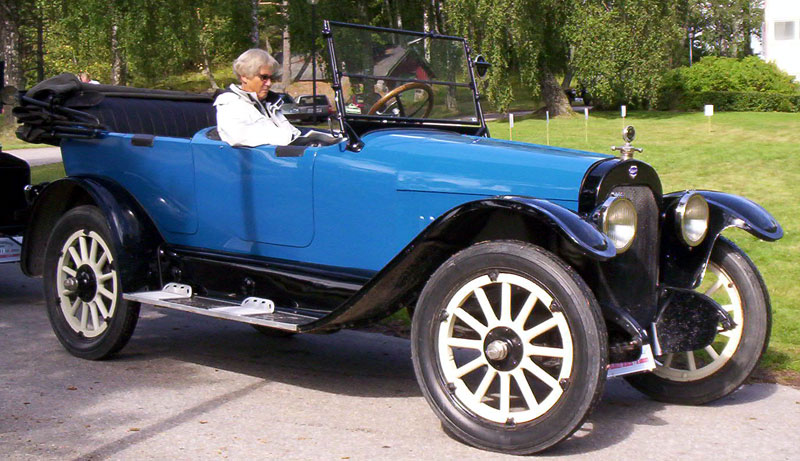
Una Mitchell Model E-40 Touring del 1919

La Mitchell Motor Car Company è stata una casa automobilistica statunitense attiva, nella produzione di automobili, dal 1903 al 1923.

## Storia

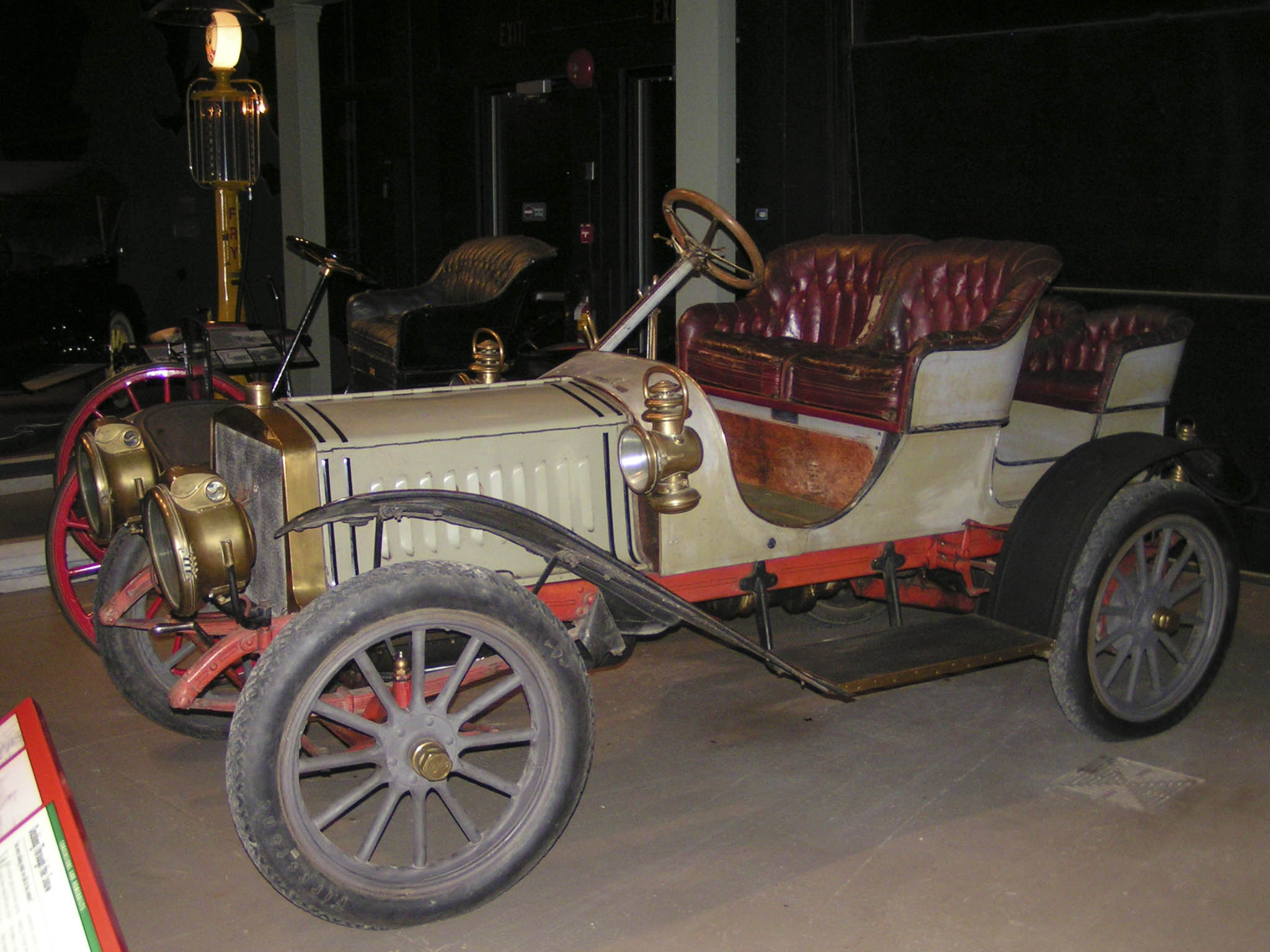
Una Mitchell G Roadster del 1908

Le origini dell'azienda risalgono al 1837, quando la Mitchell Wagon Company fu fondata a Fort Dearborn, vicino a Chicago per la produzione di carri. 
Nel 1845 l'azienda si trasferì a Kenosha e poi nel 1857 a Racine, entrambe nel Wisconsin. 
Questa divenne la Mitchell & Lewis Company e la Mitchell & Lewis Wagon Company nel 1884 dopo che William Turnor Lewis sposò la figlia di Henry Mitchell.
Durante la prima guerra mondiale la Casa costruì, su licenza della Four Wheel Drive Auto Company il FWD Model B per l'esercito degli Stati Uniti.

## Galleria d'immagini

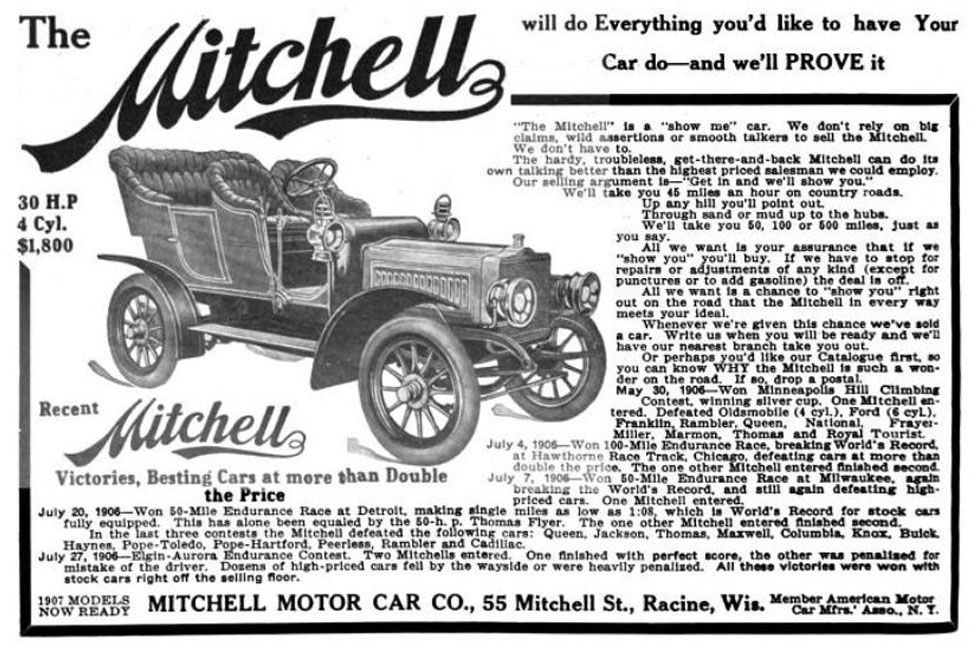
Una pubblicità della Mitchell Motor Car Company, circa 1906
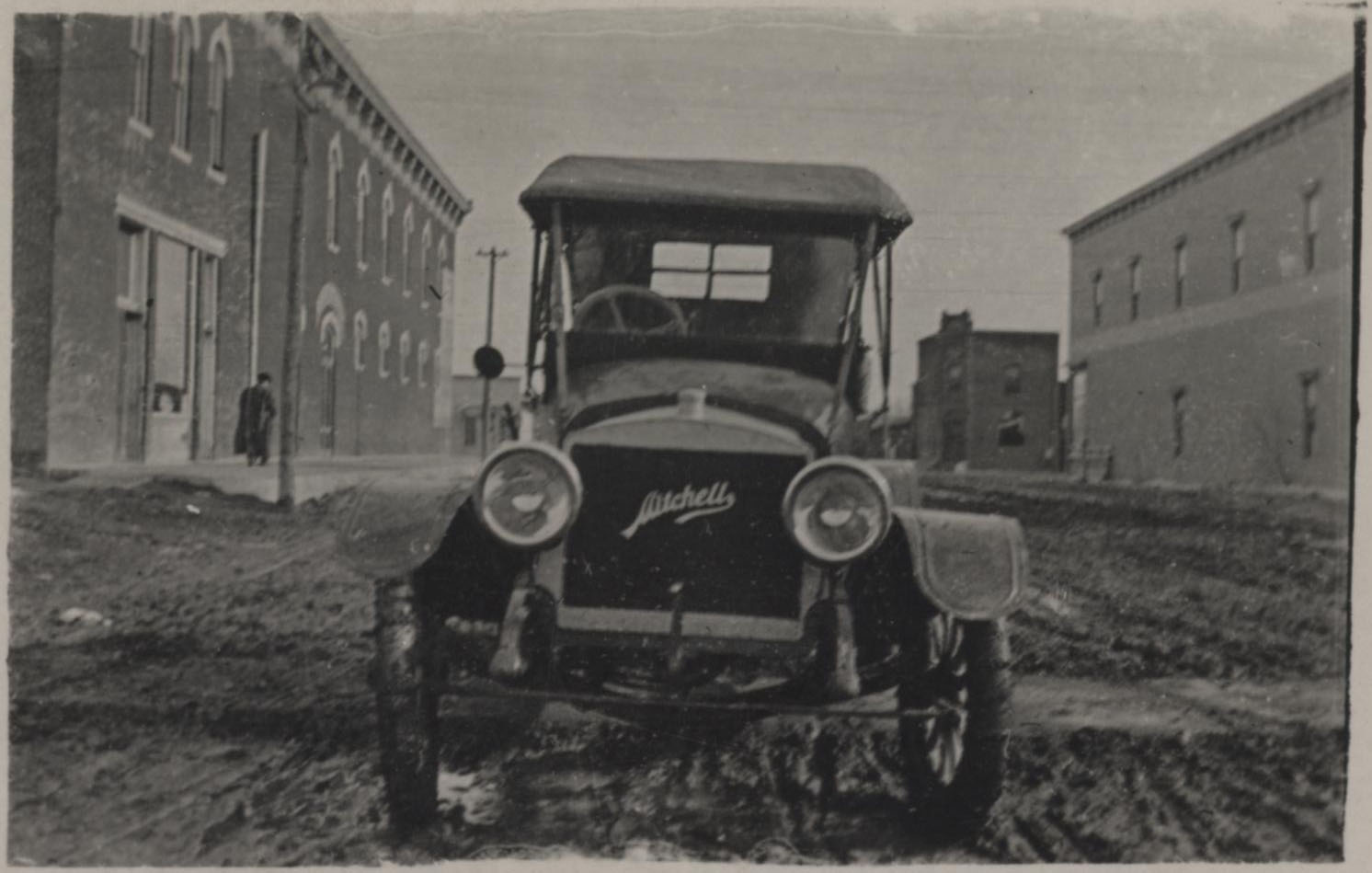
Un'automobile Mitchell a Racine, Wisconsin, circa 1911
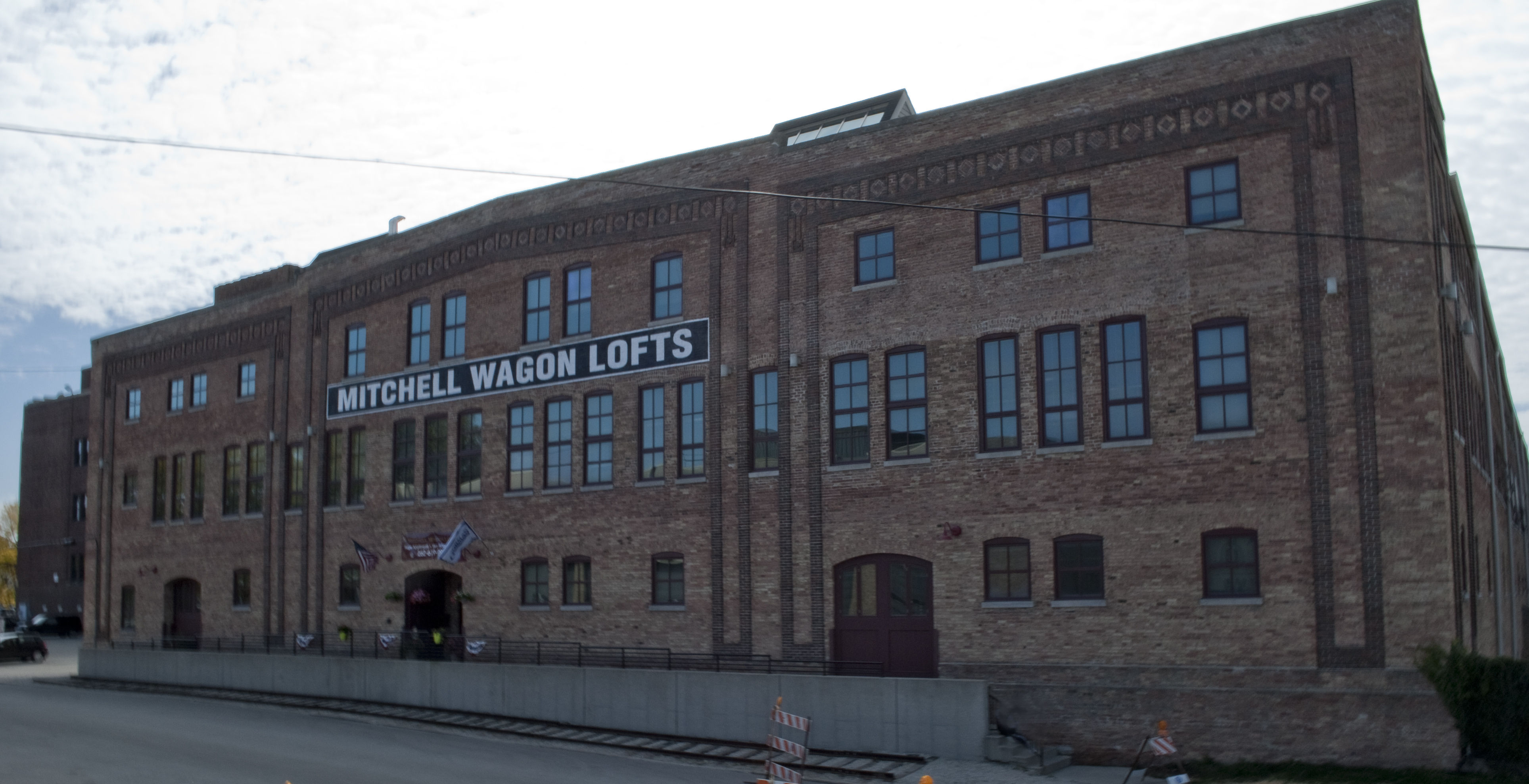
La ex fabbrica Mitchell-Lewis a Racine
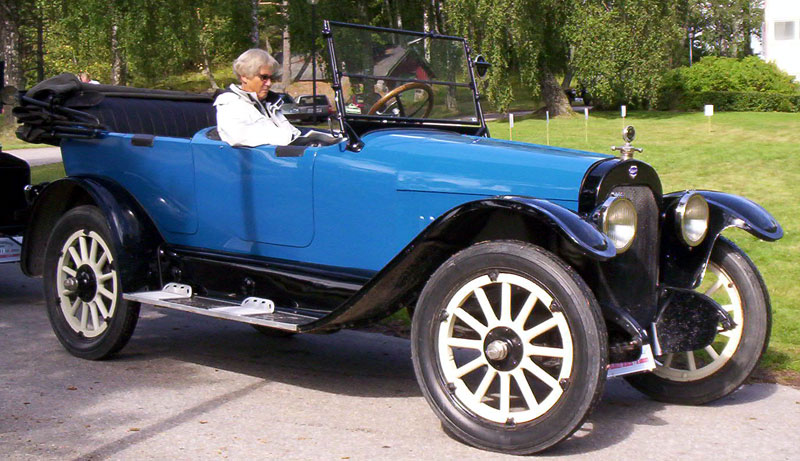
Una Mitchell Model E-40 Touring del 1919 fotografata nel 2008
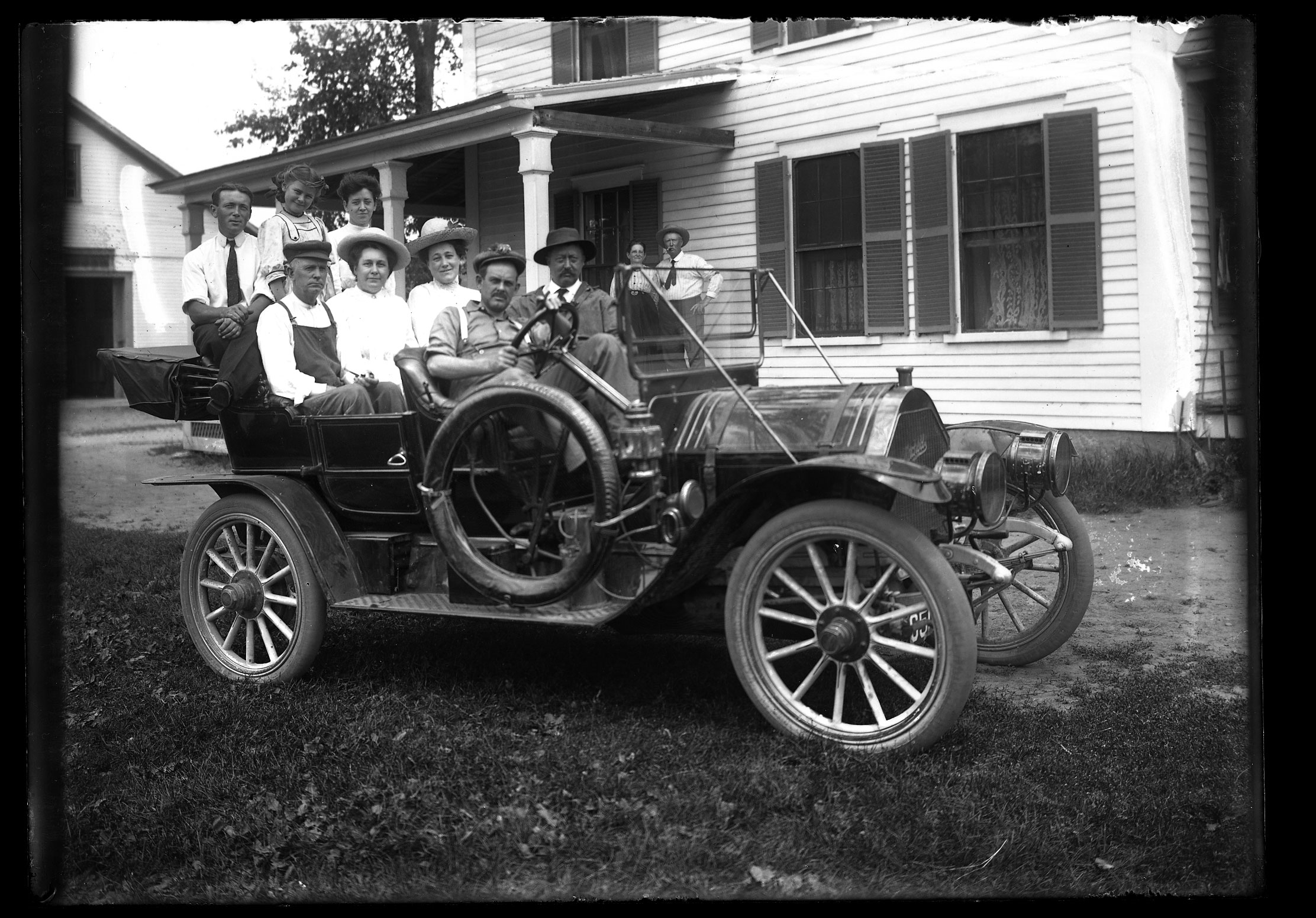
Una famiglia stipata su una Mitchell del 1910